# Convair XFY Pogo
El Convair XFY Pogo va ser un avió experimental d'enlairament i aterratge verticals de tipus tail-sitter, dissenyat per ser un avió de caça d'alt rendiment capaç d'operar des de vaixells de guerra petits.

## Disseny i desenvolupament
Després de la Segona Guerra Mundial, la Guerra Freda va incitar l'Exèrcit dels Estats Units i la Marina a estudiar les operacions VTOL. Es van concebre per protegir forces operatives, combois o qualsevol flota, fins i tot sense portaavions, posant VTOLs a qualsevol vaixell. Aquests caces serien emmagatzemats dins d'una protecció cònica, estalviant espai a bord dels vaixells. La idea era que proporcionessin la primera línia de defensa i reconeixement aeri.
El maig de 1951, Lockheed i Convair van obtindre contractes per tal de dissenyar, construir, i provar dos caces VTOL experimentals. Tot i que el contracte estipulava que cada fabricant podia construir dos caces, només van ser capaces de construir un, Lockheed va produir el XFV, i Convair el XFY-1 Pogo. El primer prototip del XFY-1 va ser utilitzat per provar el motor i el tercer per proves estàtiques. Només el segon amb el número de sèrie 138649 va volar l'1 d'agost de 1954 amb el pilot de proves James "Skeet" Coleman des de l'hangar de dirigibles de Moffett Field.

## Característiques
El Pogo tenia ales en delta i dues hèlices contra-rotatives de tres-pales amb un motor Allison YT40-A-6 turbohèlice de 7.100 h.p. Durant el vol, el control depenia d'alerons alars d'envergadura total i grans timons de profunditat a les dues derives i en el vol vertical, el flux creat per l'hèlix era aprofitat per aquestes superfícies per exercir el control de l'avió. Aterrar el XFY-1 era difícil, ja que el pilot havia d'anar mirant per sobre de l'espatlla mentre anava controlant la potència mitjançant el comandament de gasos, el que provocava que l'avió pugés i baixés fins que es trobava el punt adequat d'expulsió de gasos. Per facilitar la maniobra, durant el vol vertical, el seient del pilot rotava 45° endavant per que pogués mirar per sobre de l'espatlla. Als extrems de l'ala i les derives tenia unes petites rodes orientables muntades sobre uns forts amortidors que oferien una base estable per l'aterratge.

## Especificacions (XFY-1)
Dades de Yenne, Bill. Convair Deltas from SeaDart to Hustler. Specialty Press: North Branch, MN, 2009. ISBN 978-1-58007-118-5.
Característiques generals
- Tripulació: 1 pilot
- Longitud: 9,8 m
- Envergadura: 8,4 m
- Alçada:
- Superfície de l'ala 33 m²
- Pes buit: 5.060 kg.
- Pes carregat: 6.470 kg.
- Càrrega útil: 6.016 kg.
- Pes màxim d'enlairament: 7.370 kg.
- Motors: 1×  motor Allison YT40-A-6 turbohèlice , 5.500 h.p.
- Hèlixs: contra-rotatives de 3 pales propeller, 2 per motor

 Rendiment 
- Velocitat màxima: 763 km/h
- Abast: 805 km
- Sostre de servei: 11.440 m
- Ràtio d'ascens: 3.045 m/min

Armament

- Metralladores: 4 x 20 mm
- Coets: 48 x 70 mm